# Eastern Mediterranean Crows
Gli Eastern Mediterranean Crows sono una squadra di football americano di Famagosta, a Cipro del Nord, fondata nel 1998.

## Dettaglio stagioni

### Tornei nazionali

#### Campionato

##### 1. Lig
| Stagione | regular season | regular season | regular season | regular season | regular season | regular season | playoff | playoff | playoff | playoff | playoff | playoff   | playoff    |
|          | Vin            | Par            | Per            | Tot            | PF             | PS             | Vin     | Per     | Tot     | PF      | PS      | risultato | avversaria |
| -------- | -------------- | -------------- | -------------- | -------------- | -------------- | -------------- | ------- | ------- | ------- | ------- | ------- | --------- | ---------- |
| 2011-12  | 1              | 0              | 6              | 7              | 61             | 151            | -       | -       | -       | -       | -       | -         | -          |
| Totale   | 1              | 0              | 6              | 7              | 61             | 151            | -       | -       | -       | -       | -       |           |            |

Fonti: Enciclopedia del Football - A cura di Massimo Mezzetti

## Palmarès
- 1 2. Lig (2010)